# SIMT
SIMT (de l'anglais : Single Instruction, Multiple Threads, selon la taxonomie de Flynn) est une amélioration de SIMD (de l'anglais : Single Instruction, Multiple Data) qui permettait sur des processeur arithmétique spécialisés de faire des calculs sur plusieurs données en une seule instruction, en l'adaptant au calcul multithread (c'est-à-dire, comportant plusieurs files d'exécution).